# Lev Okun
Lev Borisovici Okun (în rusă Лев Борисович Окунь) (n. 7 iulie 1929, Sukhinichi⁠(d), RSFS Rusă, URSS – d. 23 noiembrie 2015, Moscova, Rusia) a fost un fizician teoretician sovietic rus. A absolvit Institutul de Inginerie Fizică din Moscova (rusă Московский инженерно-физический институт), unde a fost apoi doctorand al lui Isaak Pomeranciuk. A condus laboratorul de fizică teoretică de la Institutul de Fizică Teoretică și Experimentală din Moscova și a fost profesor la Institutul de Fizică și Tehnologie din Moscova. A publicat aproximativ 300 de articole și mai multe cărți. La Conferința Internațională de Fizica Energiilor Înalte din 1962 a introdus termenul hadron pentru a desemna particulele care au interacțiuni tari.